# Barbara Potthast
Barbara Potthast (* 17. Juni 1956 in Gadderbaum, Bielefeld) ist eine deutsche Historikerin.
Barbara Potthast legte 1974 das Abitur an der Hans-Ehrenberg-Schule in Bielefeld-Sennestadt ab. Sie studierte von 1975 bis 1982 an den Universitäten Köln und Sevilla Geschichte und Hispanistik. Die Erste Staatsprüfung für das Lehramt für Geschichte und Spanisch legte sie 1982 ab. Von 1982 bis 1986 war sie Wissenschaftliche Hilfskraft in der Iberischen und Lateinamerikanischen Abteilung des Historischen Seminars der Universität zu Köln. Im Jahr 1986 wurde sie an der Universität zu Köln promoviert. Anschließend war sie dort Wissenschaftliche Mitarbeiterin in der Abteilung für Iberische und Lateinamerikanische Geschichte. 1992 erfolgte in Köln auch ihre Habilitation in Iberischer und Lateinamerikanischer Geschichte. Es folgte 1992 eine Lehrstuhlvertretung für Iberische und Lateinamerikanische Geschichte an der Kölner Universität. Noch im selben Jahr wurde sie Professorin für Allgemeine Geschichte mit besonderer Berücksichtigung der Iberischen und Lateinamerikanischen Geschichte an der Universität Bielefeld. Seit 2000 lehrt sie als Professorin an der Universität zu Köln und ist Leiterin der Iberischen und Lateinamerikanischen Abteilung des Historischen Seminars. Sie ist Mitherausgeberin des Jahrbuches zur Geschichte Lateinamerikas.
Ihre Forschungsschwerpunkte sind die Familien- und Geschlechtergeschichte und die allgemeine Sozialgeschichte Lateinamerikas. Ein weiterer Schwerpunkt ist die Geschichte der Fotografie zu Lateinamerika. Sie forscht vorwiegend zur Geschichte Paraguays und Argentiniens sowie zur Geschichte der karibischen Küste. Potthast ist seit 1998 Korrespondierendes Mitglied der Academia Paraguaya de la Historia und wurde 2011 als ordentliches Mitglied in die Academia Europaea aufgenommen. Sie wurde für ihre Arbeit auf dem Gebiet der Frauenforschung mit dem Universitätspreis 2018 in der Kategorie „Forschung“ ausgezeichnet.

## Schriften (Auswahl)
Monographien
- „Paradies Mohammeds“ oder „Land der Frauen“? Zur Rolle von Frau und Familie in Paraguay im 19. Jahrhundert (= Lateinamerikanische Forschungen. Bd. 21). Böhlau, Köln u. a. 1994, ISBN 3-412-10293-8.
- Von Müttern und Machos. Eine Geschichte der Frauen Lateinamerikas. 2. überarbeitete Auflage. Peter Hammer Verlag, Wuppertal 2010, ISBN 978-3-87294-936-3.
- Eine kleine Geschichte Argentiniens (= Suhrkamp-Taschenbuch. Bd. 4147). Suhrkamp, Frankfurt am Main 2013, ISBN 978-3-518-46147-1.
- mit Christine Hatzky: Lateinamerika 1800–1930 (= Oldenbourg Grundriss der Geschichte. Bd. 48). De Gruyter Oldenbourg, Berlin, Boston 2021, ISBN 978-3-11-034999-3.
- mit Christine Hatzky: Lateinamerika seit 1930 (= Oldenbourg Grundriss der Geschichte. Bd. 49). De Gruyter Oldenbourg, Berlin, Boston 2022, ISBN 978-3-11-073522-2.

Herausgeberschaften
- mit Silke Hensel: Das Lateinamerika Lexikon. Peter Hammer Verlag, Wuppertal 2013, ISBN 978-3-7795-0474-0.